# Safari Aitana
Safari Aitana es un zoológico situado en el municipio de Penáguila en España, reconocido como centro de acogida oficial por el organismo CITES (Alicante) desde 1975.

## Descripción e historia
El safari se encuentra en la Sierra de Aitana, de ahí su nombre, donde Juan Sevila y María Soldt quisieron establecer un parque para dedicar sus vidas a los animales. Así, lo inauguraron en 1975.
El safari cuenta con especies de los cinco continentes que se encuentran en su hábitat o en semilibertad, los cuales pueden ser vistos desde el propio vehículo del visitante.

## Conservación
El parque no es miembro de EAZA ni AIZA